# Höllenblitz – Der Coaster
Höllenblitz – Der Coaster ist der Name einer transportablen Dunkelachterbahn des Schaustellers Klaus Renoldi junior. Bevor die Anlage im Winter 2006/2007 vollständig umgestaltet wurde, reiste sie unter dem Namen Star World mit Weltraumthema, von 1992 bis 1997 als Magic Mountain in Abenteuerthematisierung.
Die Bahn gilt mit ihren Außenmaßen von 49 Metern Breite, 29 Metern Tiefe und einer Fronthöhe von 32 Metern als größte transportable Indoor-Schienenbahn der Welt. Für den Transport der insgesamt 600 Tonnen schweren Konstruktion werden 26 LKW-Ladungen benötigt.
Die drei Züge der Achterbahn bestehen aus 15 Wagen, der erste ist jeweils als Minenlore gestaltet und bietet keine Sitzplätze. Die anderen Wagen haben jeweils zwei Plätze für Fahrgäste. Die Chaisen sind frei drehend gelagert, so dass sie sich während der gesamten Fahrt unkontrolliert um die eigene Hochachse drehen können. Auf die maximale Schienenhöhe von 18 Metern werden die Züge durch einen Reibradantrieb befördert. Nach dem Lifthill kommt der Zug in eine Sektion mit insgesamt 12 Hochleistungsreibradmotoren, die den Zug in ca. 2,5 Sekunden auf 40 km/h beschleunigen.
Neben der optischen Umgestaltung zum Höllenblitz wurde auch die Fahrstrecke der ursprünglich von der Firma Stein gebauten Bahn gemeinsam mit dem Ingenieurbüro Stengel leicht verändert. Beispielsweise wurde die erste Abfahrt, die einzige Stelle, bei der die Bahn sichtbar für das Publikum außerhalb der Halle fährt, fast bis zum Boden heruntergezogen.
Im Inneren wurden neue Licht- und Feuereffekte und Figuren im Bergwerksstil installiert. Außen wurden neben der Front auch die Seiten und die Rückfront mit vom Düsseldorfer Künstler Maciej Bernhardt gestalteten Folien neu dekoriert. In der Mitte der Front wurde ein künstlicher Wasserfall installiert. Weiterhin wurde der Schriftzug Höllenblitz in LED-Technik ausgeführt und bietet die Möglichkeit einer vielfarbigen wechselnden Beleuchtung.
Die Premiere als Höllenblitz fand auf dem Stuttgarter Frühlingsfest ab dem 21. April 2007 statt.
Von März bis Ende August 2017 wird die Bahn auf dem Gelände des Wiener Wurstelpraters betrieben und zieht danach zum Münchner Oktoberfest weiter.
In der Saison 2019 steht die Bahn mit Ausnahme des Oktoberfestes im Serengeti-Park Hodenhagen und in der Saison 2020 steht sie ebenfalls die gesamte Saison im Serengeti-Park.
Nach Coronavirusbedingten Ausfällen in den Jahren 2020/2021 steht sie 2022 im Frühlingsdom in Hamburg und voraussichtlich im Oktoberfest in München.
Am 16. September 2023 kam es auf dem Oktoberfest zu einem Unfall, bei dem neun Besucher leicht verletzt worden sind. Ersten Erkenntnissen zufolge kollidierten zwei Wagen des Höllenblitz bei geringer Geschwindigkeit miteinander, weil ein vorderer Wagon gegen den dahinter fahrenden Waggon zurückgerollt sei. Wie es genau zu dem Unfall kam, ist noch Gegenstand der Untersuchung.

## Star World
Als Star World war die Bahn in einem futuristischen Weltraumthema gestaltet. Die Fahrt im Dunkeln sollte dabei einen Flug durch das All simulieren. Dazu waren in der Halle viele kleine Lichter und Modelle von Planeten und Asteroiden montiert. Um auf sich aufmerksam zu machen, wurde vor der Anlage die 18 Meter große und 33 Tonnen schwere Animatronic-Figur Galactor aufgestellt.
Die Züge hatten noch insgesamt 30 Sitzplätze, auch der erste Wagen war drehbar und mit Plätzen für Fahrgäste ausgeführt.

## Magic Mountain
Der Blickfang dieser Abenteuerbahn mit Dschungel-Thematik war eine riesige Gorilla-Animatronic-Figur die oben auf der Front saß. Im Inneren war es nicht so dunkel wie bei den nachfolgenden Gestaltungen, es gab unter anderem Effekte mit Wasserfällen.

## Höllenblitz-Fanclub
Es gibt einen Höllenblitz-Fanclub, der auch auf der offiziellen Internetseite verlinkt ist. Die Mitgliedschaft ist kostenlos und bringt Vorteile wie Fantreffen, Technikführungen und Gewinnspiele.

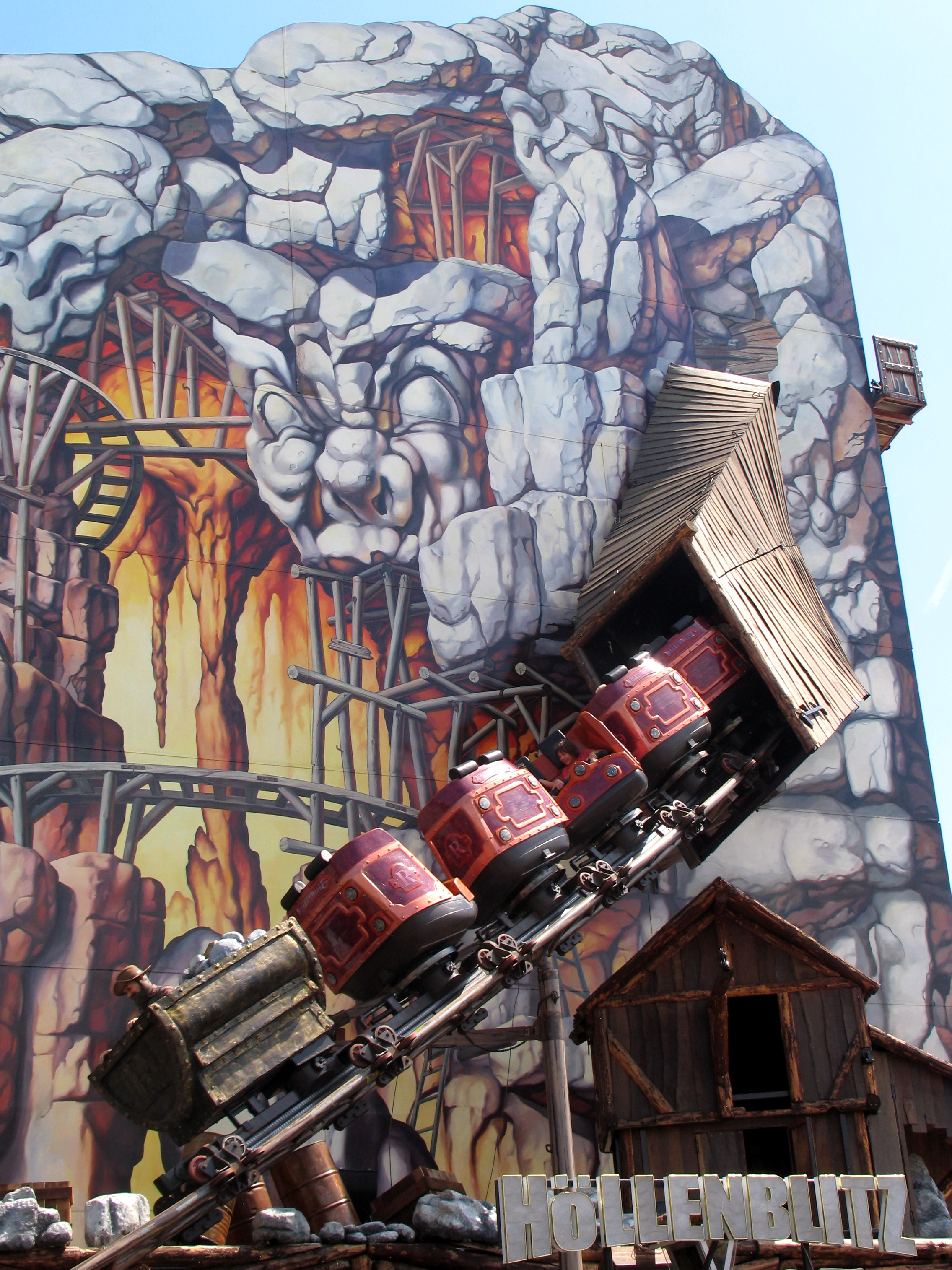
Einer der Züge bei der Abfahrt
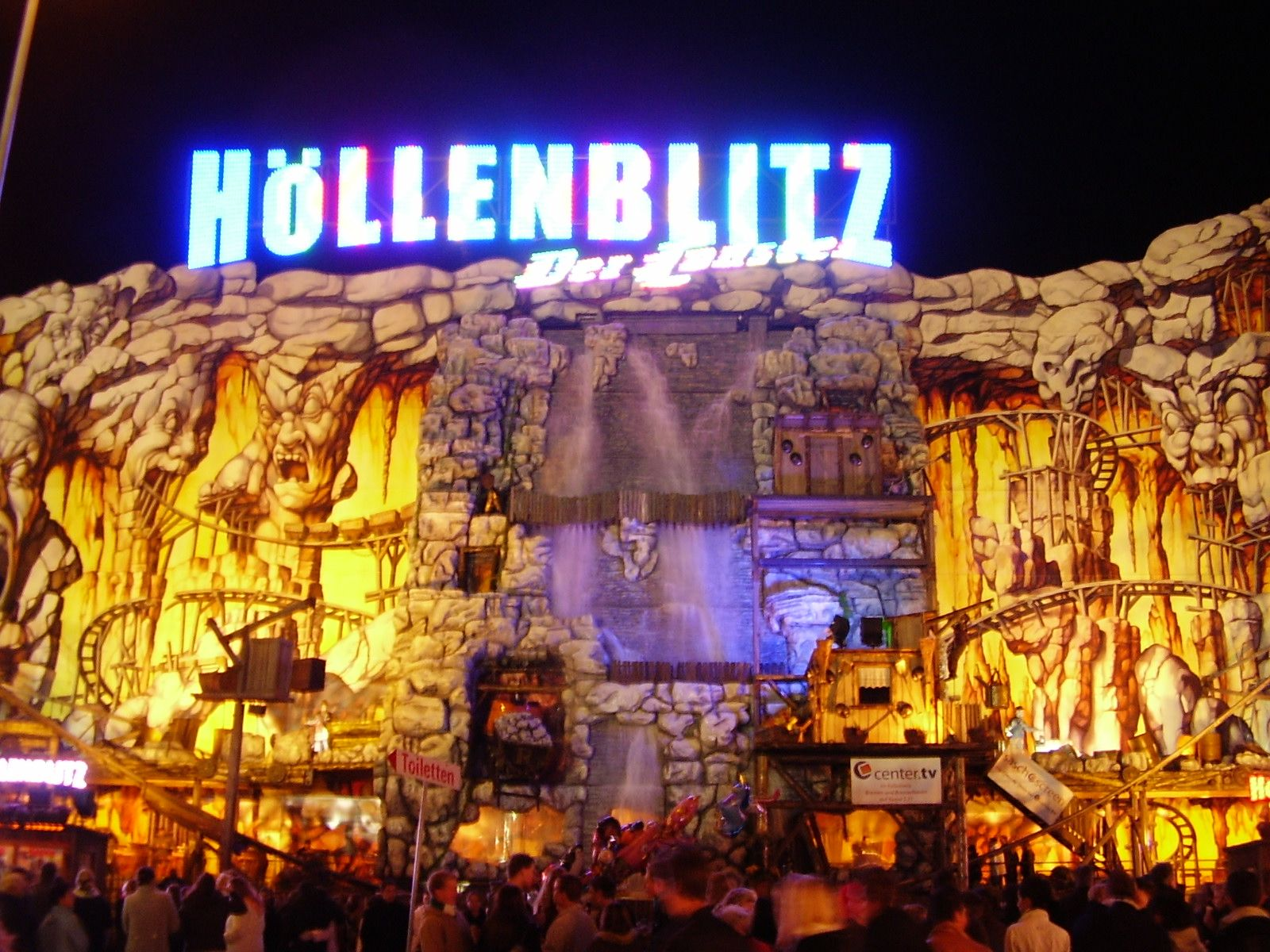
Höllenblitz beleuchtet auf dem Bremer Freimarkt 2007
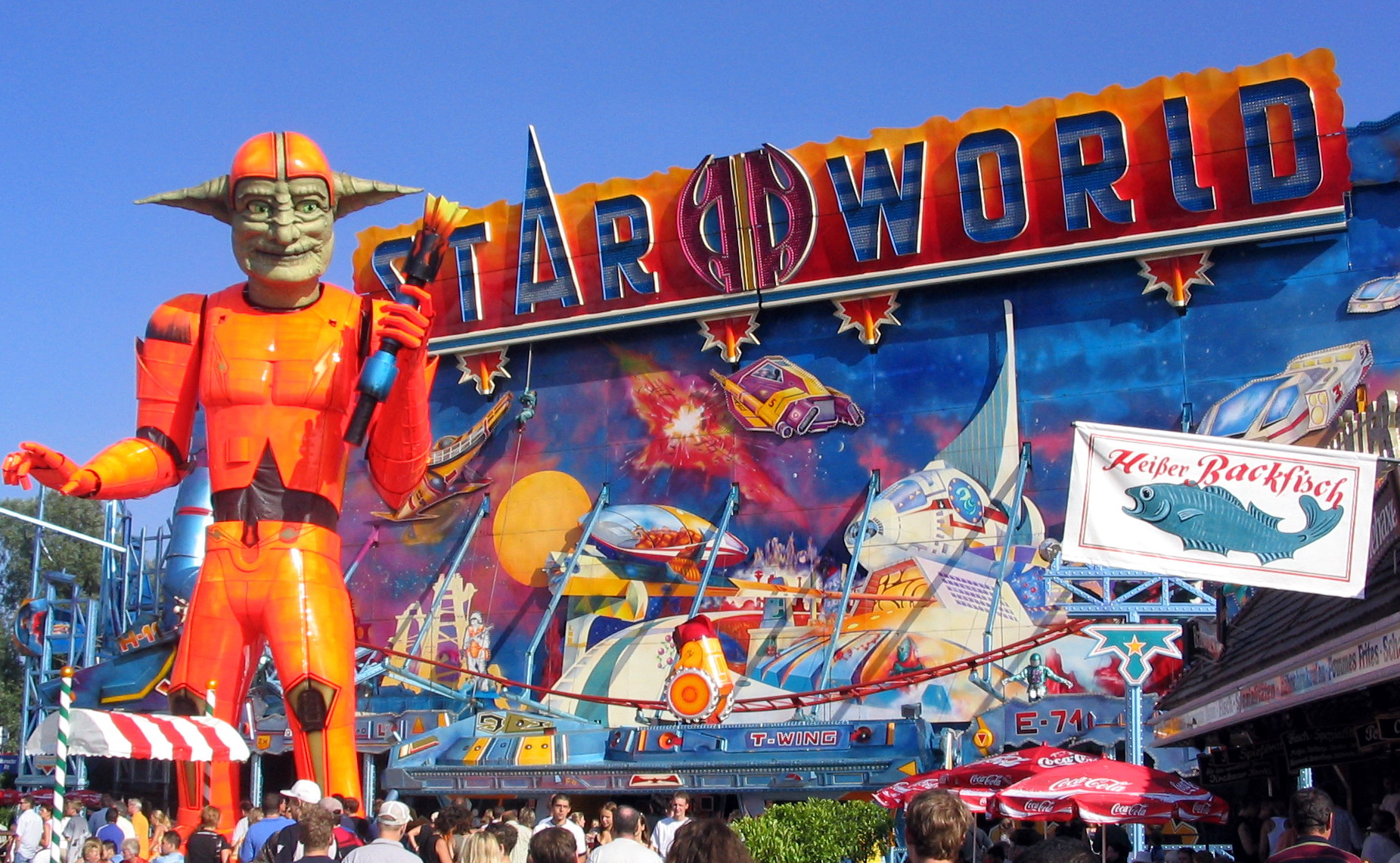
Die alte Thematisierung als Star World (2005)
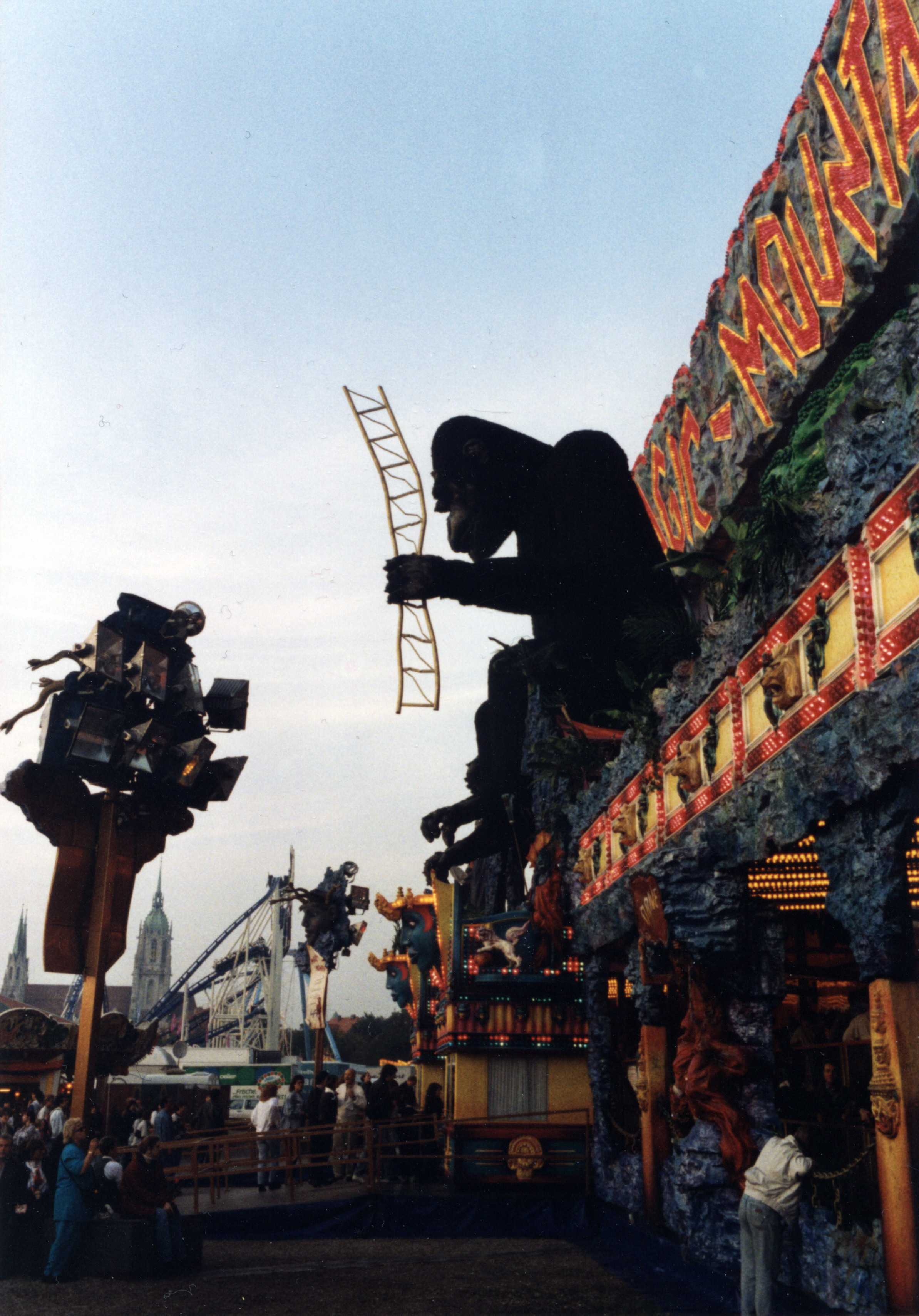
Magic Mountain auf dem Münchner Oktoberfest 1995
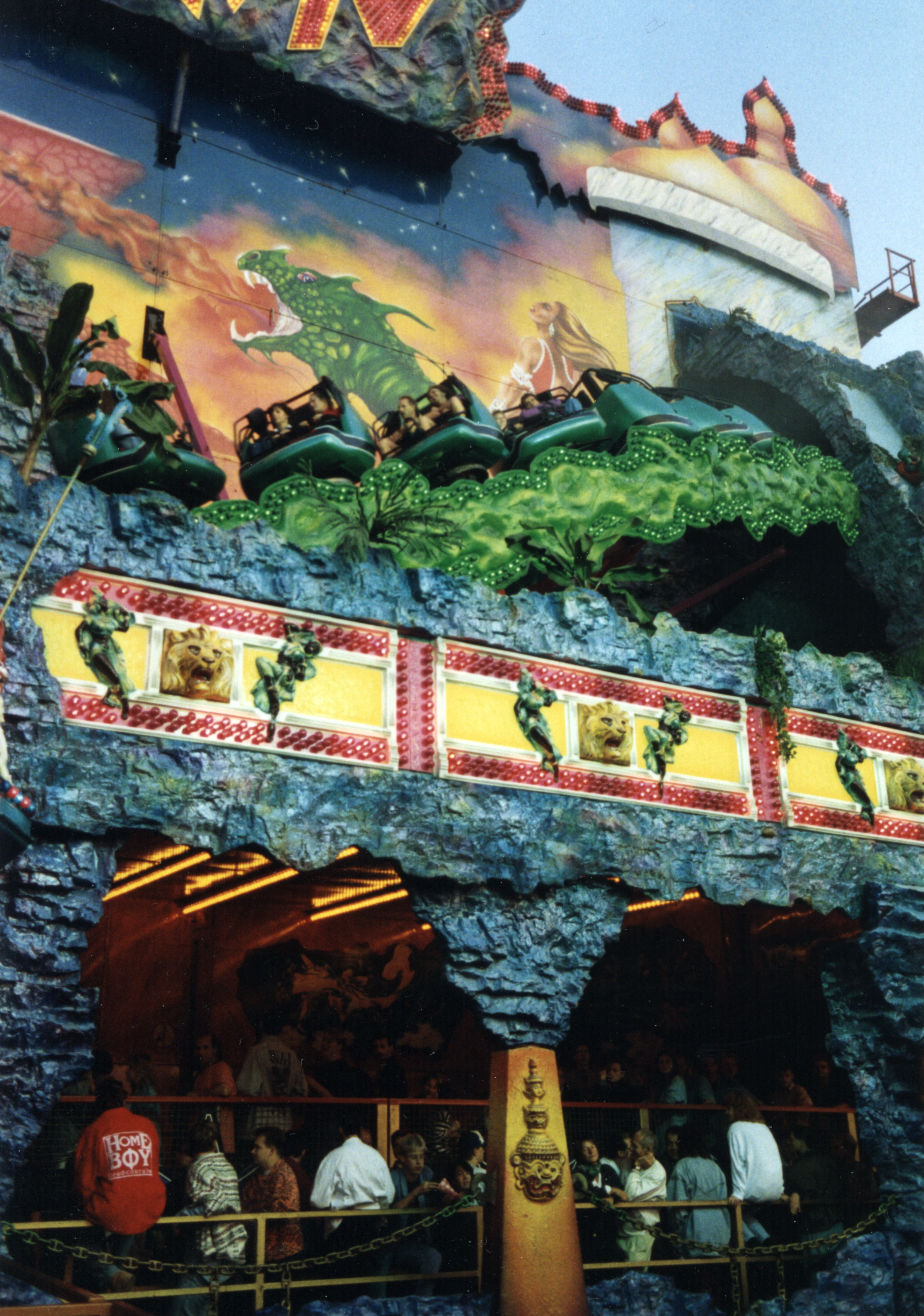
Zug von Magic Mountain